# Milton Hatoum
Milton Assi Hatoum (* 19. srpna 1952 Manaus) je brazilský překladatel, profesor a spisovatel píšící portugalsky.Jeho knihy se prodaly už ve více než 200 000 výtiscích a byly přeloženy do řady jazyků, jako například italštiny, angličtiny, španělštiny nebo češtiny.
Po studiích v hlavním městě Brasília se přestěhoval do města São Paulo, kde působil na Universidade de São Paulo. Milton v současnosti působí ve městě Manaus, kde přednáší francouzský jazyk a literaturu na Universidade Federal do Amazonas.

## Dílo
- Relato de um Certo Oriente, 1989
- Dva bratři, 2000 (Dois Irmãos, česky v nakladatelství Plus 2012)
- Cinzas do Norte, 2005
- Sirotkové ráje (Orfãos do Eldorado, česky Argo 2012)